# سیاه‌کاج سیبری
سیاه‌کاج سیبری (نام علمی: Larix sibirica) نام یک گونه از سرده سیاه‌کاج است.